# Kurt Ostbahn

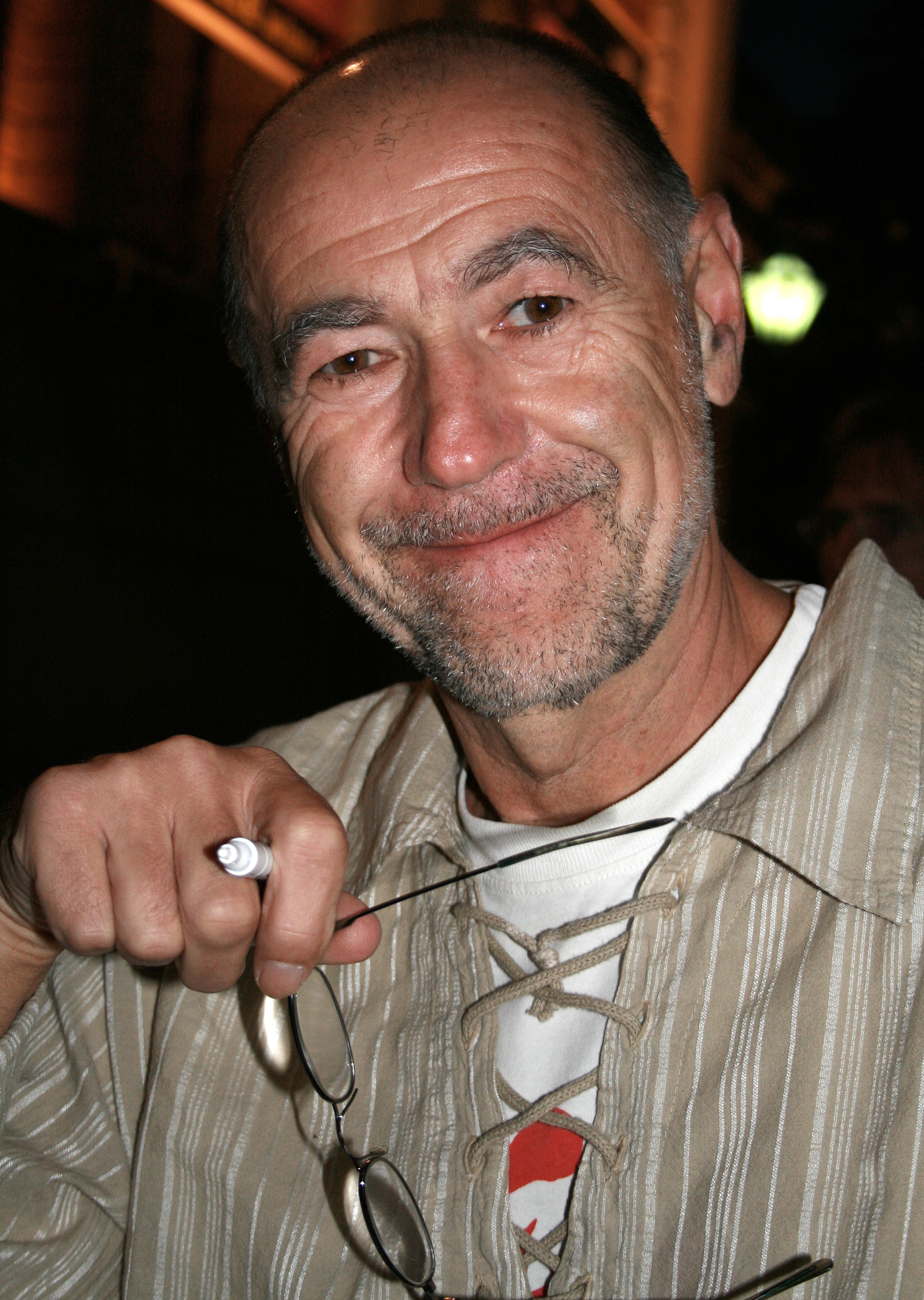
Willi Resetarits alias Kurt Ostbahn

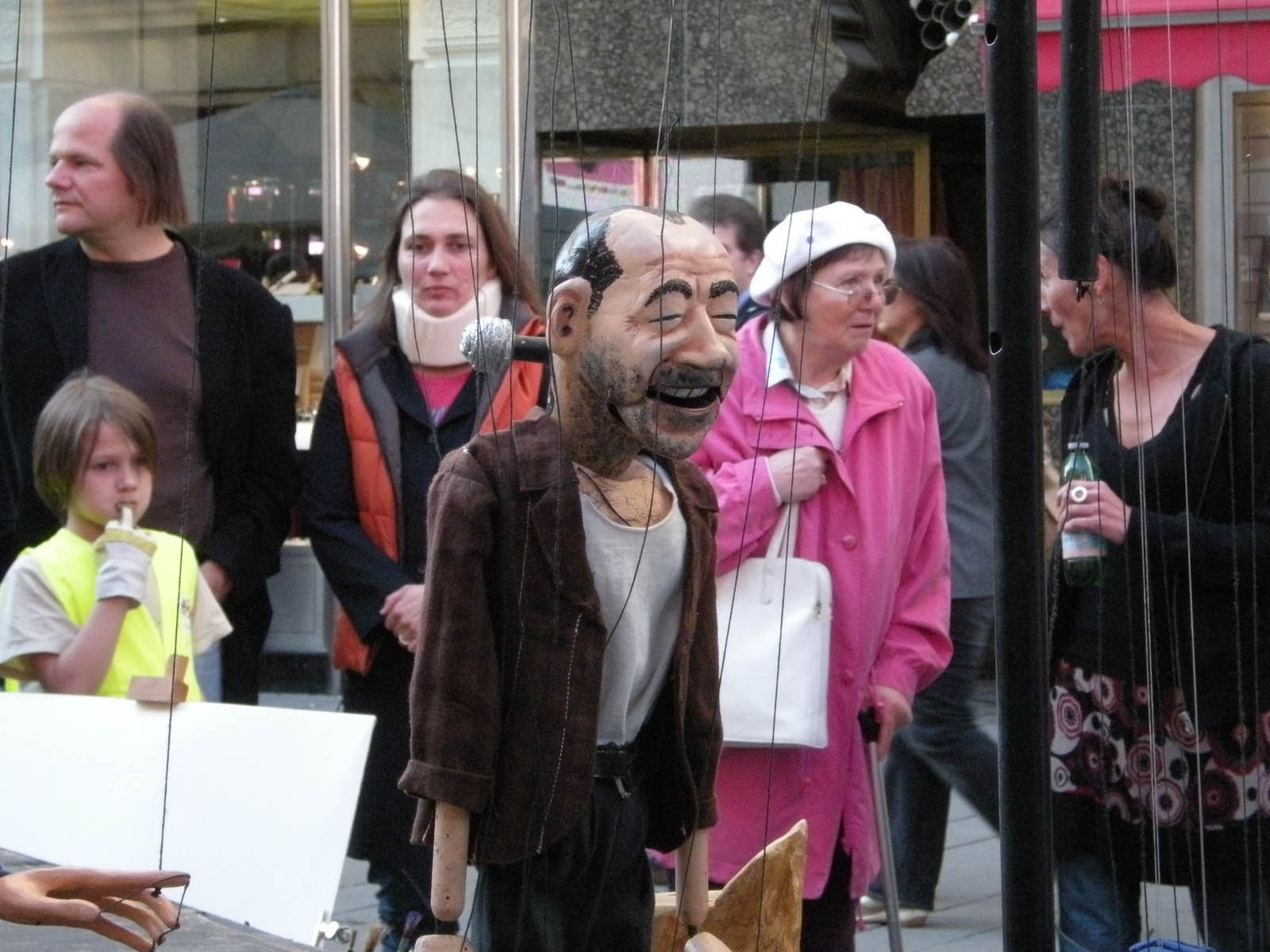
Kurt Ostbahn en marionnette de

Dr. Kurt Ostbahn alias Ostbahn-Kurti est un personnage inventé par le parolier et écrivain Günter Brödl (de). Il est personnifié de 1983 jusqu'à sa retraite (provisoire) en 2003 par le chanteur Willi Resetarits. Il revient pour des concerts en août 2011.

## Histoire
Au milieu des années 1970, l'émission Musicbox sur Ö3 revient sur les chansons de l'année précédente. Wolfgang Kos (de) demande à l'autre animateur Günter Brödl comment serait l'équivalent viennois du groupe Southside Johnny & The Asbury Jukes (en), il répond "Ostbahn-Kurti & die Chefpartie".
En 1979, Brödl créé la pièce Wem gehört der Rock 'n' Roll?. Il y présente une biographie de Kurt Ostbahn, un personnage d'abord incarné par Erich Götzinger. Il aurait déjà produit deux LPs, publié des textes dans des revues littéraires, eu son portrait dans Arbeiter-Zeitung (de) et donné une interview dans Musicbox.
Pour prouver l'authenticité de son personnage, Brödl fait des publicités et des graffitis et se pose comme l'unique intermédiaire avec lui.
En 1983, Günter Brödl rencontre Willi Resetarits. Resetarits, qui fait de la folk critique avec le groupe Schmetterlinge, accepte d'incarner Kurt Ostbahn. Par la suite, Brödl se concentre sur les textes, Resetarits s'occupe de la musique et du groupe. Brödl fait des reprises en dialecte viennois (de) de chansons blues, country ou rock. Il s'attaque ensuite à des chansons de Bruce Springsteen, comme Fire.

## Groupes

### Chefpartie
En 1983, un premier groupe autour de Harry Cuny de Pierron (de) (Mario Andretti) est formé. En 1985, le premier LP Ostbahn-Kurti & die Chefpartie ainsi qu'un LP Live sortent. Le personnage fait l'objet de concerts, de romans et de bandes dessinées. Au bout de dix ans, le groupe annonce sa séparation, Ostbahn-Kurti donne son dernier concert avec Chefpartie le 29 octobre 1994 à Neusiedl am See. Le 30 décembre 1994, a lieu la première de la pièce Die Tankstelle der Verdammten de Georg Ringsgwandl (de), avec Ostbahn-Kurti dans le rôle de Toni.

### Kombo
En 1995, Kurt Ostbahn sort l'album Espresso Rosi avec le groupe Kombo, composé d'Erich Buchebner (chant, basse), Roland Guggenbichler (claviers), Klaus Trabitsch (de) (chant, guitare), Christian Eigner (batterie). Par ailleurs, il anime dès le 9 avril 1995 chaque dimanche l'émission Trost und Rat von und mit Dr. Kurt Ostbahn sur Radio Wien (de).
En 1997, il est le héros principal du film Blutrausch (de).
Après que Günter Brödl meurt à 45 ans d'un arrêt cardiaque le 10 octobre 2000, Kurt Ostbahn und die Kombo donne une tournée d'adieu en 2003. Resetarits incarne une dernière fois le personnage lors du réveillon pour la nouvelle année 2004. Il revient le faire pour deux concerts le 27 et 28 août 2011 dans le Prater de Vienne.
Pour le cinquième anniversaire de la mort de Günter Brödl, un calicot est suspendu sur un pont du Gürtel avec le slogan Ostbahn lebt!, comme le clamait le premier graffiti. Il est retiré dans la soirée puis remis à Willi Resetarits. Il réapparaît à l'occasion de l'exposition en octobre 2010 à l'Orpheum Wien (de) consacrée à Kurt Ostbahn.

## Discographie

### Albums
| Année | Groupe               | Album                                      | Remarques                                                   |
| ----- | -------------------- | ------------------------------------------ | ----------------------------------------------------------- |
| 1976  |                      | Antifrost Boogie                           | fictifs                                                     |
| 1977  | Nochtschicht         |                                            | fictifs                                                     |
| 1978  | Im Oberschenkelmarkt |                                            | fictifs                                                     |
| 1985  | Chefpartie           | Ostbahn-Kurti & die Chefpartie             |                                                             |
| 1985  | Chefpartie           | Ostbahn Live                               | Live (Octobre 1985)                                         |
| 1988  | Chefpartie           | A schene Leich                             |                                                             |
| 1989  | Chefpartie           | Liagn & Lochn                              |                                                             |
| 1991  | Chefpartie           | 1/2 so wüd                                 |                                                             |
| 1992  | Chefpartie           | A blede Gschicht... oba uns is wuascht!    |                                                             |
| 1994  | Chefpartie           | Trost & Rat                                | Unplugged (20-25 avril 1993, Vindobona (de), Vienne)        |
| 1994  | Chefpartie           | Saft & Kraft                               | Live (11-13 octobre 1993, Bank Austria Zelt, Vienne)        |
| 1995  |                      | Die Tankstelle der Verdammten              | Pièce de Georg Ringsgwandl                                  |
| 1995  | Kombo                | Espresso Rosi                              |                                                             |
| 1997  | Kombo                | Reserviert fia zwa                         |                                                             |
| 1997  | Kombo                | Blutrausch (de)                            | Bande originale                                             |
| 1999  | Kombo                | 50 (Fünfzig verschenkte Jahre)             |                                                             |
| 2001  | Kombo                | Ohjo                                       |                                                             |
| 2003  | Kombo                | Wann de Musik...                           |                                                             |
| 2003  | Kombo                | ...vuabei is                               |                                                             |
| 2003  | Kombo                | Hohe Warte Live 1                          | Live (5-6 juillet 2003, Casino Stadion Hohe Warte, Vienne). |
| 2003  | Chefpartie           | Hohe Warte Live 2                          | Live (5-6 juillet 2003, Casino Stadion Hohe Warte, Vienne). |
| 2003  | Ostbahn 11           | Hohe Warte Live 3                          | Live (5-6 juillet 2003, Casino Stadion Hohe Warte, Vienne). |
| 2004  | Kombo                | Kurt Ostbahn trifft Sivan Perwer           | Live (31 janvier 2003, Burgtheater, Wien)                   |
| 2005  | Kombo                | Höchste Zeit - Ein Abend im Gasthaus Quell | Live (11 -12 octobre 2003, Gasthaus Quell, Vienne)          |

### Singles
| Jahr | Band       | Single                             | Anmerkungen                                            |
| ---- | ---------- | ---------------------------------- | ------------------------------------------------------ |
| 1975 |            | Ollas wos i brauch                 | fiktiv                                                 |
| 1985 | Chefpartie | Ois hod sei End                    | c/w Defekt                                             |
| 1985 | Chefpartie | Feuer                              | c/w Caorle                                             |
| 1985 | Chefpartie | Rendezvous                         | c/w Stern vom Praterstern (live)                       |
| 1988 | Chefpartie | Frog ned wos muagn is              | c/w Es gibt Straßn                                     |
| 1988 | Chefpartie | I hea Di klopfn                    | c/w Nimm di Fiaß in d'Händ                             |
| 1989 | Chefpartie | Schee, Schee, Schee                | c/w Chili Con Carne                                    |
| 1989 | Chefpartie | A Schritt vire (zwa Schritt zruck) | c/w Unter Null                                         |
| 1989 | Chefpartie | Da Joker                           | c/w Bleib allaa                                        |
| 1991 | Chefpartie | 57er Cevy                          | c/w Ganz afoch                                         |
| 1992 | Chefpartie | Zuckagoschal                       | c/w Wo bleib i? ("Ernte 72"-Version) / Tequila Sunrise |
| 1992 | Chefpartie | Bertl Braun                        | c/w Anti-Index-Mix, Trauminix-Mix, Scheißminix-Mix     |
| 1992 | Chefpartie | A schwera Fall                     | c/w 1na von uns 2 / Ganz afoch                         |
| 1994 | Chefpartie | Erschte Klass                      | c/w So a Glück / Ka Idee / Da Quöla                    |
| 1995 | Kombo      | I wüs garned wissn                 | non publié                                             |
| 2001 | Kombo      | 57 Engeln                          | c/w Wos red i / A batzn Hetz / Instrumental            |
| 2003 | Kombo      | Santa Klaus                        | Kurt Ostbahn vs. Birgit Denk (de)                      |
| 2008 | Kombo      | Bau keinen Mist                    | c/w Instrumental                                       |